# Seleção Dinamarquesa de Futebol Feminino
A Seleção Dinamarquesa de Futebol Feminino representa a Dinamarca no futebol feminino internacional. 

## História
A seleção, controlada pela DBU, foi classificada para a Copa do Mundo de Futebol Feminino de 2007. Sua melhor colocação na Copa do Mundo foi o sexto lugar em 1995. Esteve presente no Campeonato Europeu de Futebol Feminino de 2005. Nesse torneio suas melhores colocações foram dois terceiros lugares em 1991 e 1993.
No Torneio Internacional de Futebol Feminino foi vice campeã nas duas vezes em que participou: em 2011 mesmo com a vantagem de empatar pela melhor campanha perdeu de virada para o Brasil na final por 2 a 1 e em 2012 empatou com o Brasil na final por 2 a 2 mas o título ficou com o Brasil que tinha a vantagem do empate.

## Campanhas destacadas
- Copa do Mundo de Futebol Feminino: sexto lugar em 1995
- Eurocopa Feminina: terceiro lugar em 1991 e 1993;
- Torneio Internacional de Futebol Feminino: segundo lugar em 2011 e 2012